# Новацкая, Октавия
Октавия Мария Новацкая (пол. Oktawia Maria Nowacka; родилась 2 января 1991 года, Старогард-Гданьский, Польша) — польская спортсменка по современному пятиборью. Призёр Олимпийских игр 2016 года, чемпионатов мира и Европы.
Выступает за клуб «Легия» (Варшава). По профессии военнослужащая, старший солдат Войска Польского. Чемпион мира в командных соревнованиях в 2015 году (в команде с Александрой Скажиньской и Анной Малишевской), а также бронзовая призёр чемпионатов мира 2014 (с Шимоном Стаськевичем) и 2015 (Александрой Скажиньской) годов. Серебряный призёр чемпионата Европы в эстафете (с Катажиной Вуйцик и Александрой Скажиньской) 2013 года.
На чемпионатах Польши выигрывала в индивидуальных состязаниях — золото (2015), серебро (2013, 2014) и бронзу (2010).
Участник и бронзовый призёр Олимпийских игр в Рио-де-Жанейро 2016 года.